# سهره چهچهه‌زن دم‌ساده
سهره چهچهه‌زن دم‌ساده (نام علمی: Poospiza alticola) نام یک گونه از سرده سهره چهچهه‌زن است.